# Jiříkov (nádraží)
Jiříkov je železniční stanice v části Jiříkov-Loučné v okrese Děčín. Leží v km 97,320 železniční trati Rumburk–Ebersbach.

## Historie
Již v roce 1873 byla zprovozněna trať Rumburk–Ebersbach, která procházela Jiříkovem. Po vzniku Československa bylo rozhodnuto o zřízení stanice na české straně hranice. Stavba hlavového nádraží s osmi kusými kolejemi byla zahájena v roce 1928. Stanice byla napojena do trati odbočnou výhybkou asi 200 metrů od státní hranice. Nová stanice byla slavnostně otevřena 15. května 1933 pod názvem Habrachtice. V letech 1938–1945 nesla název Georgswalde, ale v té době nebylo využíváno, neboť se jezdilo jen přímo mezi Rumburkem a Ebersbachem. V roce 1945 byly naopak koleje do Německa odstraněny, vlaky opět jezdily do české stanice, který nesla od roku 1946 název Jiříkov.
Provoz do německého Ebersbachu byl obnoven v roce 1952, to se však netýkalo osobní dopravy, která byla vedena do Jiříkova. Provoz osobních vlaků do Ebersbachu byl opět obnoven v roce 1992. V roce 2004 bylo ve stanici aktivováno reléové zabezpečovací zařízení, které nahradilo předchozí elektromechanické zabezpečovací zařízení.
Pravidelné osobní vlaky do Jiříkova přestaly jezdit od 10. prosince 2006. Od uvedeného data zůstaly jen vlaky z Rumburku do Ebersbachu, které míjely koncové kolejiště stanice. Pravidelné osobní vlaky mezi Rumburkem a Ebersbachem (projíždějící Jiříkovem) byly vedeny naposledy v jízdním řádu 2009/2010 (tj. do 11. prosince 2010).
Téměř všechny koleje byly v koncové stanici vytrhány už v roce 2017, zůstala tam pouze manipulační kolej č. 3, která byla vytrhána v roce 2020. Tehdy také došlo k vymístění zabezpečovacího zařízení z nádražní budovy do technologického domku. Stanice tak zůstala pouze jako dopravna přímo na trati Rumburk–Ebersbach.

## Popis stanice

### Před zrušením koncového kolejiště
Ještě v roce 2004 byla stanice obsazena výpravčím, který místně ovládal reléové zabezpečovací zařízení. Poloha stanice byla udávána v km 97,855. Stanice začínala ve směru od Rumburka vjezdovým návěstidlem L v km 97,010, po něm (ve směru jízdy) následovalo cestové návěstidlo Lc101 v 97,440 a za ním výhybka č. 1 v km 97,488, od které bylo možné pokračovat buď přímým směrem na Ebersbach nebo odbočným směrem do koncového kolejiště. Ve směru od Ebersbachu stanice začínala vjezdovým návěstidlem S v km 97,739. Toto návěstidlo bylo ještě na území Německa, neboť státní hranice byla v km 97,713.

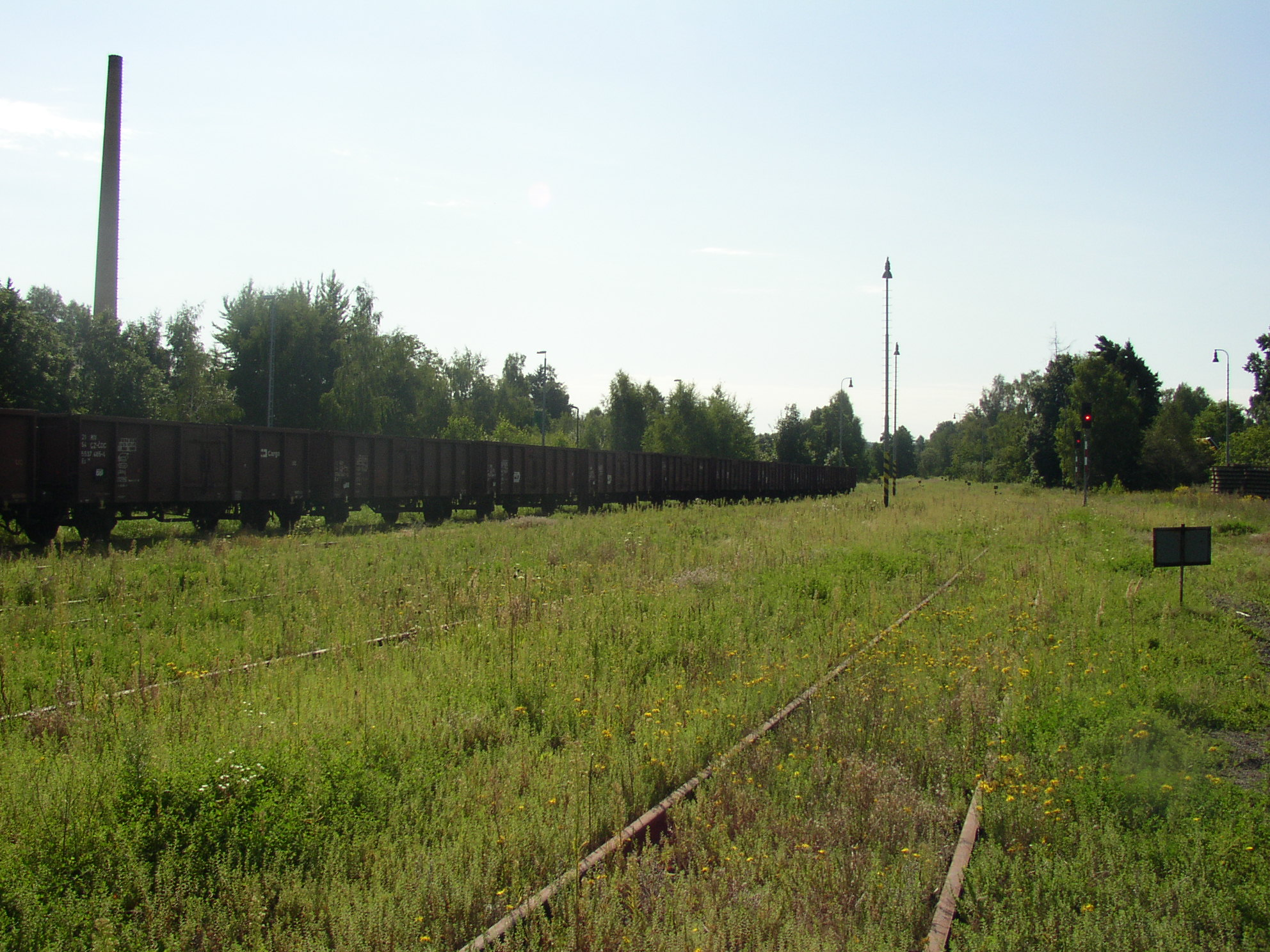
Koncové kolejiště v roce 2011

Koncové kolejiště bylo poměrně rozsáhlé. Za staniční budovou byla manipulační kolej č. 5, ze které ještě odbočovala vlečka (v roce 2004 už neprovozovaná), před budovou pak byla manipulační kolej č. 3, následovaly dopravní koleje č. 1 a 2 a pak ještě manipulační koleje č. 4, 6, 8 a 10. Dopravní koleje byly osazeny světelnými cestovými návěstidly, ve směru na Rumburk proměnnými, na opačné straně s trvalou návěstí „Stůj“. Odjezdové návěstidlo S101 ve směrtu na Rumburk bylo umístěno v km 97,200, tedy až za poslední výhybkou. U obou dopravních kolejí byla ještě v roce 2004 jednostranná nástupiště o délce 120 m. O rok později už bylo nástupiště jen u koleje č. 1. V témže roce už byla stanice v základním stavu neobsazená a byla dálkově ovládána z Rumburka pomocí rozhraní JOP. Jednalo se o dálkové ovládání pomocí systému Remote 98, byla však možná i místní obsluha z dopravní kanceláře v Jiříkově. Ve stanici byly tři výhybky s elektromotorickými přestavníky, ostatní výhybky se přestavovaly ručně.
V úseku Rumburk–Jiříkov byly jízdy vlaků zabezpečeny pomocí zařízení Dispečerský traťový souhlas (odpovídá automatickému hradlu) bez návěstního bodu, volnost trati byla zjišťována pomocí počítačů náprav. Mezi Jiříkovem a Ebersbachem pak fungovalo telefonické dorozumívání.

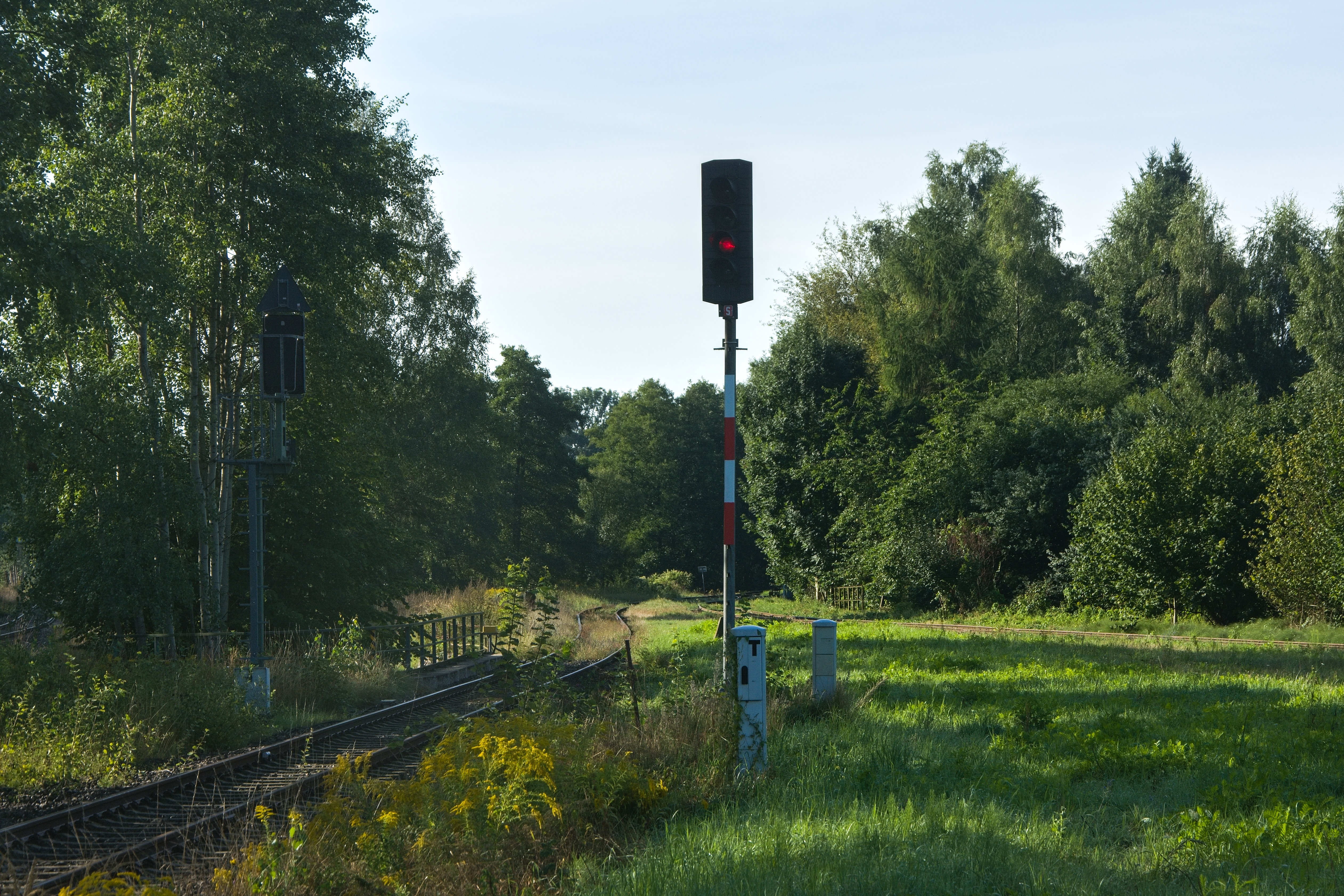
Vjezdové návěstidlo S od Ebersbachu, vlevo je opačně otočené vjezdové návěstidlo do Ebersbachu

### Stav v roce 2023
Ve stanici zůstalo původní reléové zabezpečovací zařízení AŽD 71 s dálkovým ovládáním z Rumburka, stejné je i rozmístění návěstidel na koleji spojující Rumburk a Ebersbach. Ve stanici je tak jediná dopravní kolej č. 101 (ohraničená návěstidly L101 a S101). Zůstala rovněž odbočná výhybka č. 1, ze které odbočuje manipulační kolej vedoucí na neprovozovanou vlečku. Rovněž traťové zabezpečovací zařízení je shodné s předchozím stavem.

### Výpravní budova
V letech 1873–1933 byla společná výpravní budova v sousedním saském Ebersbachu. V roce 1928 zahájila československá železniční správa s výstavbou osobního a nákladního nádraží plánovaného jako hlavové. V letech 1930–1933 byla podle návrhu architekta Miloše Fikera postavena nová výpravní budova ve stylu geometrické moderny s fasádami členěnými pásy z režného zdiva a s nástupištní dřevěnou verandou.